# آنتونی هاپکینز
سِر فیلیپ آنتونی هاپکینز (انگلیسی: Sir Philip Anthony Hopkins؛ زادهٔ ۳۱ دسامبر ۱۹۳۷) بازیگر اهل ولز است. او در طول شش دهه فعالیت حرفه‌ای خود افتخارات گوناگونی از جمله دو جایزهٔ اسکار، چهار جایزهٔ بفتا، دو جایزهٔ امی و جایزهٔ سیسیل بی دمیل و بفتا فلوشیپ را دریافت کرده‌است. هاپکینز در سال ۱۹۹۳ از طرف الیزابت دوم لقب شوالیه را کسب کرد و در سال ۲۰۰۳ ستاره‌ای با نامش در پیاده‌روی مشاهیر هالیوود نصب شد.
در پی فارغ‌التحصیلی از کالج سلطنتی موسیقی و درام ولز در سال ۱۹۵۷، هاپکینز در آکادمی سلطنتی هنرهای دراماتیک لندن آموزش دید و سپس لارنس الیویه در سال ۱۹۶۵ او را برای پیوستن به تئاتر ملی سلطنتی دعوت کرد. او در سال ۱۹۶۸ برای بازی در نقش ریچارد یکم در درام تاریخی شیر در زمستان به شهرت بین‌المللی رسید. در اواسط دههٔ ۱۹۷۰، ریچارد اتنبرا که پنج فیلم هاپکینز را کارگردانی کرد، او را «بزرگ‌ترین بازیگر نسل خود» نامید. او در سال ۱۹۹۱ برای به تصویر کشیدن هانیبال لکتر در فیلم ترسناک روان‌شناختی سکوت بره‌ها برندهٔ جایزهٔ اسکار بهترین بازیگر مرد شد. او برای بازی در فیلم‌های بازمانده روز (۱۹۹۳)، نیکسون (۱۹۹۵)، آمیستاد (۱۹۹۷) و دو پاپ (۲۰۱۹) نیز نامزد دریافت جایزهٔ اسکار شد. هاپکینز برای نقش‌آفرینی در درام روان‌شناختی پدر (۲۰۲۰) بار دیگر جایزهٔ اسکار بهترین بازیگر مرد را دریافت کرد و به پیرترین شخصی تبدیل شد که این جایزهٔ را دریافت می‌کند. دیگر فیلم‌های قابل توجهش عبارتند از مرد فیل‌نما (۱۹۸۰)، هواردز اند (۱۹۹۲)، دراکولای برام استوکر (۱۹۹۲)، سرزمین سایه‌ها (۱۹۹۳)، افسانه‌های خزان (۱۹۹۴)، با جو بلک آشنا شوید (۱۹۹۸)، نقاب زورو (۱۹۹۸)، ثور (۲۰۱۱)، ثور: دنیای تاریک (۲۰۱۳)، تبدیل‌شوندگان: آخرین شوالیه (۲۰۱۷) و ثور: رگناروک (۲۰۱۷).
هاپکینز در آثار تلویزیون نیز فعالیت داشته‌است. او در سال ۱۹۷۳ برای عملکردش در مجموعهٔ تلویزیونی جنگ و صلح جایزهٔ بهترین بازیگر مرد تلویزیونی آکادمی بریتانیا را دریافت کرد. او از سال ۲۰۱۶ تا ۲۰۱۸ برای بازی در مجموعهٔ تلویزیونی وست‌ورلد نامزد دریافت جایزهٔ امی ساعات پربیننده شد. دیگر آثار تلویزیونی او متصدی لباس (۲۰۱۵) و شاه لیر (۲۰۱۸) هستند.

## اوایل زندگی و تحصیلات

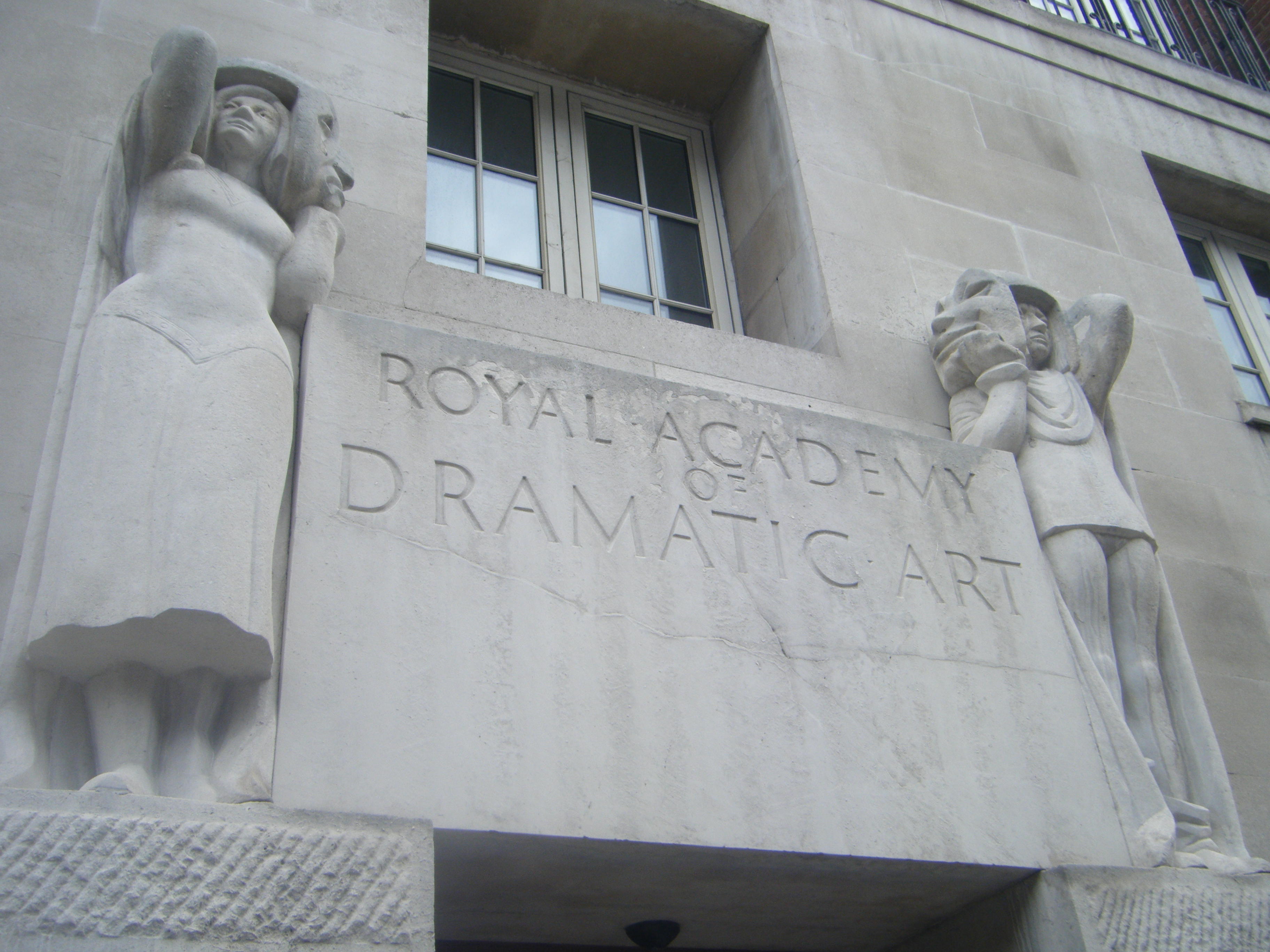
هاپکینز از سال ۱۹۶۱ تا ۱۹۶۳ در آکادمی سلطنتی هنرهای دراماتیک (RADA) لندن تحصیل کرد.

هاپکینز در شب سال نو ۱۹۳۷ در مارگام واقع در حومه شهر پورت تالبوت، گلامورگن متولد شد. مادرش انی موریل و پدرش ریچارد آرتور هاپکینز یک نانوا بود. او دربارهٔ طبقهٔ کارگر بودن پدرش می‌گوید «هرگاه احساس می‌کنم ممکن است من خاص یا متفاوت باشم، به یاد پدرم می‌افتم و دست‌هایش را به یاد می‌آورم؛ آن دست‌های سخت و شکسته شده». دوران مدرسهٔ او ثمره‌ای در برنداشت؛ او ترجیح می‌داد که در هنر غوطه‌ور بشود و کارهایی مثل رنگ آمیزی و نقاشی یا نواختن پیانو را انجام دهد تا اینکه درس بیاموزد.
در ۱۹۴۹ والدین او برای اینکه انضباط و نظم را یاد بگیرد، هاپکینز را به اصرار در مدرسه‌ای در پونتیپول ثبت نام کردند. پس از پنج ترم در آنجا به مدرسه‌ای دیگر در ویل آو گلامورگن به تحصیل پرداخت. هاپکینز در مصاحبه‌ای در سال ۲۰۰۲ اظهار کرد «من دانش آموز ضعیفی بودم که باعث شد بقیه من را مورد تمسخر خود قرار بدهند و عقده حقارت داشتم. وقتی که بزرگ شدم کاملاً معتقد بودم که من یک احمقم». در کمال ناامیدی، والدینش او را به مدرسه‌ای شبانه‌روزی بردند که مدیر مدرسه آنجا به او «ناامید» می‌گفت. او در سن ۱۷ سالگی توسط گروه وای‌ام‌سی‌ای به عرصه بازیگری وارد شد.
هاپکینز از هموطن ولزی خود ریچارد برتون الهام می‌گرفت و از طرف او نیز تشویق می‌شد، هاپکینز در سن ۱۵ سالگی با او ملاقات داشت. هاپکینز بی درنگ خود را در دانشکده درام و موسیقی رویال ولز واقع در کاردیف ثبت نام کرد که در سال ۱۹۵۷ از آن فارغ‌التحصیل شد. پس از دو سال خدمت برای نیروی زمینی بریتانیا؛ به سمت لندن حرکت کرد تا در آکادمی سلطنتی هنرهای دراماتیک به مطالعه بپردازد.

## زندگی شخصی

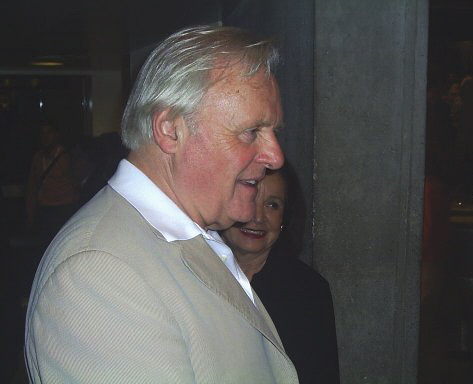
در جشنواره بین المللی فیلم تورنتو

هاپکینز در ملیبو، کالیفرنیا سکونت می‌کند. او قبل از اواخر دهه ۱۹۷۰ یکبار به آمریکا نقل مکان کرد تا حرفهٔ بازیگریش را دنبال کند، اما در اواخر دهه ۱۹۸۰ به لندن برگشت. هرچند در دهه ۱۹۹۰ او تصمیم گرفت برای به دست آوردن موفقیت در بازیگری به آمریکا بازگردد. با حفظ شهروندی بریتانیایی، او در تاریخ ۱۲ آوریل ۲۰۰۰ به عنوان یک شهروند آمریکایی نیز تبدیل شد. هاپکینز تا الان سه بار ازدواج کرده‌است: با پترونلا بارکر (بازیگر) از ۱۹۶۶ تا ۱۹۷۲، با جنیفر لینتون از ۱۹۷۳ تا ۲۰۰۲ و از سال ۲۰۰۳ با استلا اری یاوا در حال زندگی است.

## زندگی
آنتونی هاپکینز فرزند یک خانوادهٔ کارگر بود. پس از پایان دوران خدمت نظام در کالج هنرهای نمایشی کاردیف ثبت نام کرد و پس از آن تحصیلاتش را در زمینهٔ بازیگری در آکادمی سلطنتی هنرهای نمایشی در لندن ادامه داد. 

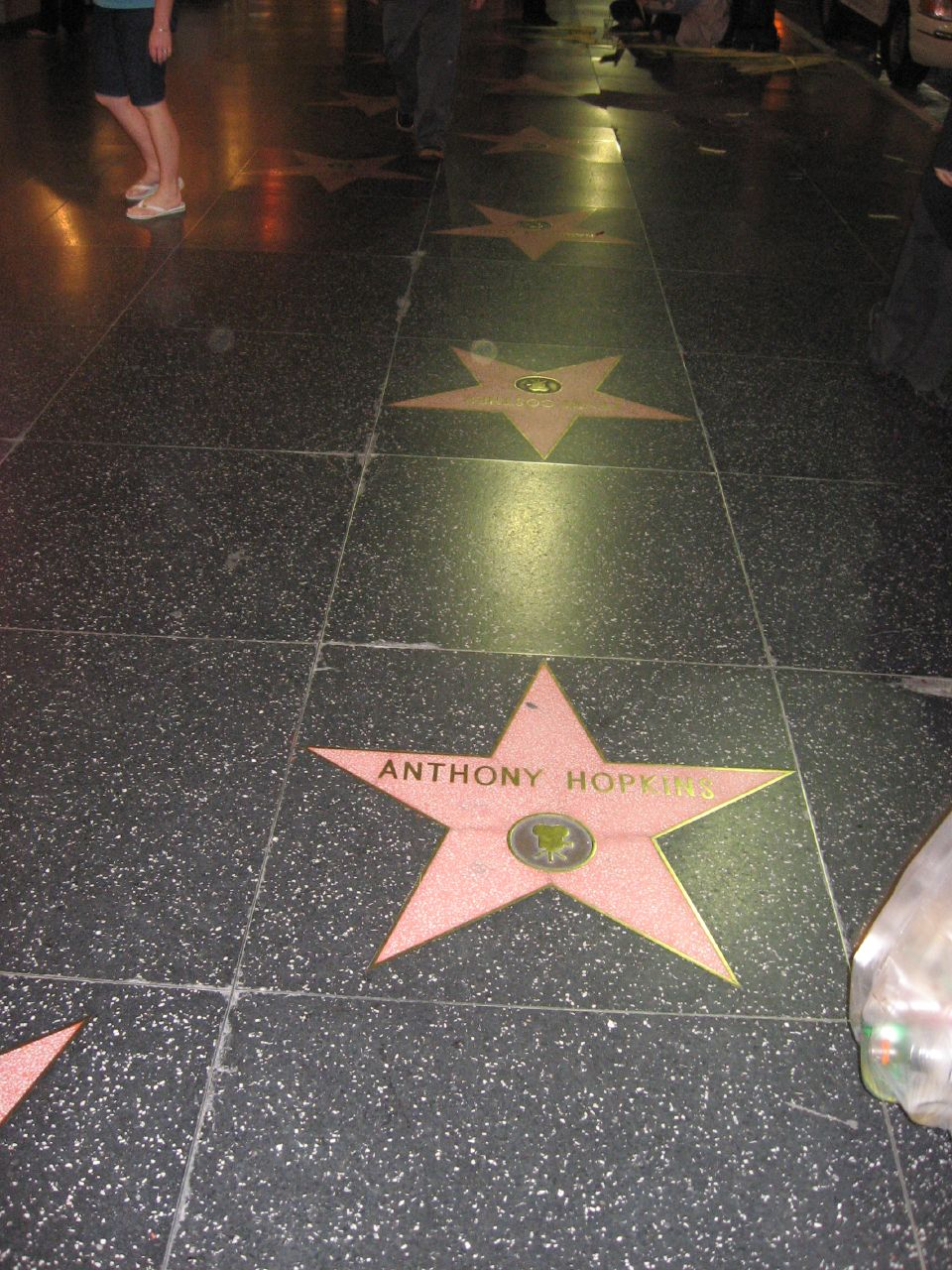
ستاره هاپکینز در پیاده‌روی شهرت هالیوود

وی اولین بار در سال ۱۹۶۴ در لندن به صحنهٔ تئاتر وارد شد. در سال ۱۹۷۴ برای بازی در نمایشی به آمریکا رفت. او ده سال در آمریکا ماند و در این دوران در فیلم‌های سینمایی و تلویزیونی فراوانی بازی کرد.
او دارندهٔ دو جایزه اسکار، گلدن گلوب، بفتا و لقب اشرافی «سِر» از ملکه الیزابت دوم است. وی همچنین کارگر کارخانه فولادسازی نیز بوده‌است.

## فیلم‌ها
| سال  | نام فیلم                                | نقش                       | توضیحات                   |
| ---- | --------------------------------------- | ------------------------- | ------------------------- |
| ۱۹۶۷ | اتوبوس سفید                             |                           |                           |
| ۱۹۶۸ | شیر در زمستان                           | ریچارد                    |                           |
| ۱۹۶۹ | هملت                                    | کلادیوس                   |                           |
| ۱۹۷۰ | به دنبال جنگ شیشه‌ای                     | آوری                      |                           |
| ۱۹۷۱ | هنگامی که هشت زنگ به صدا در می‌آیند      | فیلیپ کالورت              |                           |
| ۱۹۷۲ | وینستون جوان                            | دیوید لوید جرج            |                           |
| ۱۹۷۳ | خانه عروسک                              | توروالد هلمر              |                           |
| ۱۹۷۴ | دختری از پترووکا                        | کوستیا                    |                           |
| ۱۹۷۴ | نیروی عظیم                              | جان مک لئود               |                           |
| ۱۹۷۷ | پلی در دوردست                           | سرهنگ جان فراست           |                           |
| ۱۹۷۷ | آدری رز                                 | الیوت هوور                |                           |
| ۱۹۷۸ | ولوت بین‌المللی                          |                           |                           |
| ۱۹۷۸ | شعبده بازی                              | کورکی ویترز               |                           |
| ۱۹۸۰ | مرد فیل‌نما                              | دکتر فردریک تریوز         |                           |
| ۱۹۸۰ | تغییر فصل                               |                           |                           |
| ۱۹۸۱ | پناهگاه                                 | آدولف هیتلر               |                           |
| ۱۹۸۴ | باونتی                                  | ستوان ویلیام بلای         |                           |
| ۱۹۸۵ | پدر خوب                                 | بیل هوپر                  |                           |
| ۱۹۸۷ | تقاطع خیابان ۸۴                         |                           |                           |
| ۱۹۸۸ | سپیده‌دم                                 | کاسیوس آنگوس بری          |                           |
| ۱۹۸۹ | گروه کر عدم تأیید                       |                           |                           |
| ۱۹۹۰ | ساعات ناامیدی                           | تیم کورنل                 |                           |
| ۱۹۹۱ | سکوت بره‌ها                              | دکتر هانیبال لکتر         |                           |
| ۱۹۹۲ | فریجک                                   | یان مک کندلس              |                           |
| ۱۹۹۲ | اسپاتسوود                               | ارول والاس                |                           |
| ۱۹۹۲ | هواردز اند                              | هنری جی ویلکاکس           |                           |
| ۱۹۹۲ | دراکولای برام استوکر                    | پروفسور آبراهام ون هلسینگ |                           |
| ۱۹۹۲ | چاپلین                                  | جورج هیدن                 |                           |
| ۱۹۹۳ | محاکمه                                  | کشیش                      |                           |
| ۱۹۹۳ | بازمانده روز                            | جیمز استیونز              |                           |
| ۱۹۹۳ | سرزمین سایه‌ها                           | سی. اس. لوئیس             |                           |
| ۱۹۹۴ | افسانه‌های خزان                          | سرهنگ ویلیام لادلو        |                           |
| ۱۹۹۴ | جاده‌ای به ولویل                         | جان هاروی کلاگ            |                           |
| ۱۹۹۵ | نیکسون                                  | ریچارد نیکسون             |                           |
| ۱۹۹۶ | اوت                                     | ایوان دیویس               | همچنین کارگردان           |
| ۱۹۹۶ | نجات پیکاسو                             | پابلو پیکاسو              |                           |
| ۱۹۹۷ | لبه                                     | چارلز مورس                |                           |
| ۱۹۹۷ | آمیستاد                                 | جان کوئینسی آدامز         |                           |
| ۱۹۹۸ | نقاب زورو                               | زورو                      |                           |
| ۱۹۹۸ | با جو بلک آشنا شوید                     | ویلیام پریش               |                           |
| ۱۹۹۹ | غریزه                                   | دکتر ایتان پاول           |                           |
| ۱۹۹۹ | تیتوس                                   | تیتوس آندرونیکوس          |                           |
| ۲۰۰۰ | مأموریت: غیرممکن ۲                      | فرمانده عملیات            | تک جلوه                   |
| ۲۰۰۰ | چگونه گرینچ کریسمس را دزدید             | راوی                      | صدا                       |
| ۲۰۰۱ | هانیبال                                 | دکتر هانیبال لکتر         |                           |
| ۲۰۰۱ | قلب‌ها در آتلانتیس                       |                           |                           |
| ۲۰۰۲ | گروه ناجور                              | افسر اوکس                 |                           |
| ۲۰۰۲ | اژدهای سرخ                              | دکتر هانیبال لکتر         |                           |
| ۲۰۰۳ | ننگ بشری                                | کولمن سیلک                |                           |
| ۲۰۰۴ | اسکندر                                  | بطلمیوس یکم سوتر          |                           |
| ۲۰۰۵ | برهان                                   | رابرت                     |                           |
| ۲۰۰۵ | سریعترین ایندین جهان                    | برت مونرو                 |                           |
| ۲۰۰۶ | همه مردان پادشاه                        | قاضی اروین                |                           |
| ۲۰۰۷ | شکست                                    | تئودور کرافورد            |                           |
| ۲۰۰۷ | بئوولف                                  | روثگر                     |                           |
| ۲۰۰۷ | جریان پس‌رو                              | فلیکس بونهوفر             | همچنین نویسنده و کارگردان |
| ۲۰۱۰ | مرد گرگ نما                             | مرد گرگ نما               |                           |
| ۲۰۱۰ | غریبه‌ای دراز و سیاه را ملاقات خواهی کرد | آلفی شپریج                |                           |
| ۲۰۰۹ | شهر شما مقصد نهایی                      | آدام گاند                 |                           |
| ۲۰۱۱ | تشریفات مذهبی                           | پدر لوکاس                 |                           |
| ۲۰۱۱ | ثور                                     | اودین                     |                           |
| ۲۰۱۱ | ۳۶۰                                     | جان                       |                           |
| ۲۰۱۲ | هیچکاک                                  | آلفرد هیچکاک              |                           |
| ۲۰۱۳ | رد ۲                                    | ادوارد بیلی               |                           |
| ۲۰۱۳ | ثور: دنیای تاریک                        | اودین                     |                           |
| ۲۰۱۴ | نوح                                     | متوشالح                   |                           |
| ۲۰۱۶ | سوءرفتار                                | دنینگ                     |                           |
| ۲۰۱۶ | تصادم                                   | هاگن کال                  |                           |
| ۲۰۱۷ | تبدیل‌شوندگان: آخرین شوالیه              | سر ادموند برتون           |                           |
| ۲۰۱۷ | ثور: رگناروک                            | اودین                     |                           |
| ۲۰۱۹ | دو پاپ                                  | پاپ بندیکیت               |                           |
| ۲۰۲۰ | پدر                                     | آنتونی                    |                           |
| ۲۰۲۰ | الیزه                                   | دکتر فیلیپ لویس           |                           |
| ۲۰۲۱ | هنرمند درجه یک                          |                           |                           |
| ۲۰۲۱ | تماس صفر                                | فینلی هارت                |                           |
| ۲۰۲۲ | زمان آرماگدون                           | آرون گراف                 |                           |
| ۲۰۲۲ | پسر                                     | انتونی                    |                           |
| ۲۰۲۳ | ماه سرکش                                | جیمی                      |                           |
| ۲۰۲۳ | یک زندگی                                | نیکلاس وینتون             |                           |
| ۲۰۲۴ | ماه سرکش – قسمت دوم: زخم‌زننده           | جیمی                      |                           |
| ۲۰۲۵ | قفل شده                                 | ویلیام                    |                           |

## فعالیت در زمینه موسیقی
آنتونی هاپکینز در سال ۱۹۶۴ قطعه‌ای والتز (رقص محلی) را خلق و نگارش کرد، اما هرگز اطمینان آن را نیافت که دست به انتشار آن بزند. سال‌ها بعد و در سال ۲۰۱۱ همسر او این قطعه را برای آندره ریو فرستاد و این موزیسین مشهور این قطعه را پسندید و در یکی از آلبوم‌هایش در همان سال منتشر کرد. آندره ریو در کنسرتی در شهر وین به صورت زنده و هنگامی‌که خود آنتونی هاپکینز هم حضور داشت این قطعه را اجرا کرد.